# Bohodarowe
Bohodarowe (ukrainisch Богодарове; russisch Богодарово Bogodarowo) ist ein Dorf im Südosten der ukrainischen Oblast Charkiw mit 374 Einwohnern (2001).

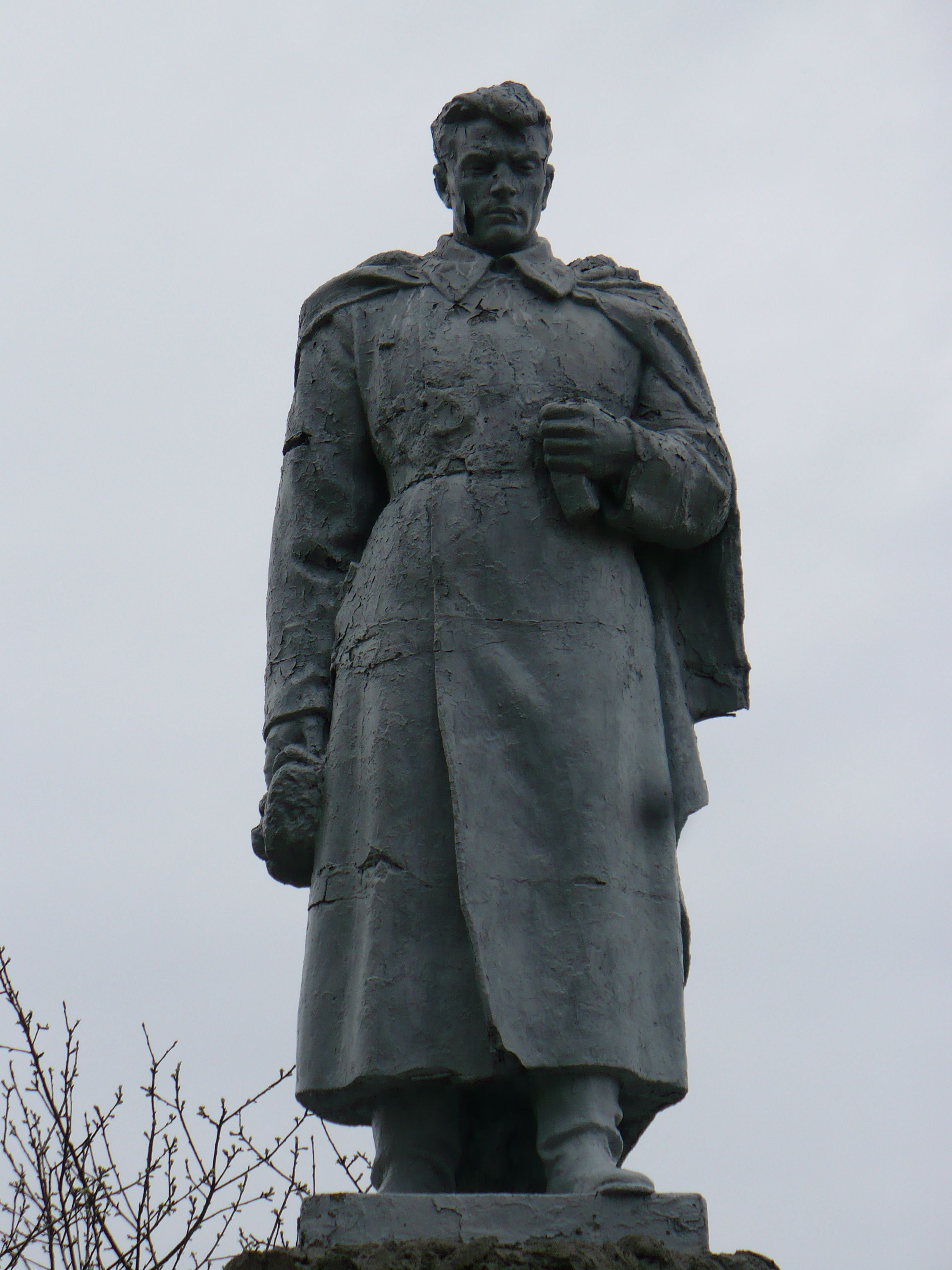
Gefallenendenkmal in Bohodarowe

Das in der ersten Hälfte des 19. Jahrhunderts gegründete Dorf liegt nahe der Grenze zur Oblast Donezk auf einer Höhe von 101 m am Ufer der Luknowacha (Лукноваха), einem 22 km langen Nebenfluss des Suchyj Torez, 8 km südwestlich vom ehemaligen Rajonzentrum Barwinkowe und etwa 170 km südlich vom Oblastzentrum Charkiw. Westlich vom Dorf befindet sich der Stausee Bohodarowe (Богодарівське водосховище).
Durch das Dorf verläuft die Territorialstraße T–21–21.
Am 12. Juni 2020 wurde das Dorf ein Teil der Stadtgemeinde Barwinkowe im Rajon Barwinkowe; bis dahin bildete es zusammen mit den Dörfern Nadeschdiwka (Надеждівка), Pohoniwka (Погонівка) und Fedoriwka (Федорівка) die Landratsgemeinde Bohodarowe (Богодарівська сільська рада/Bohodariwska silska rada) im Süden des Rajons Barwinkowe.
Am 17. Juli 2020 wurde der Ort ein Teil des Rajons Isjum.